# Shivers (jeu vidéo)
Pour les articles homonymes, voir Shivers.
Shivers est un jeu d'aventure sur le thème de l'horreur développé et publié par Sierra On-Line le 30 septembre 1995 sur PC et Macintosh. Le jeu se déroule dans le musée de l'étrange du professeur Windlenot, le joueur incarnant un adolescent venu avec ses amis pour explorer les lieux. Le jeu est basé sur le moteur Sierra's Creative Interpreter. Une suite, intitulée Shivers 2: Harvest of Souls, est publiée par Sierra en 1997.

## Trame
L'histoire prend place dans le musée du professeur Windlenot de l'Étrange et de l'Inhabituel, dont le fondateur a disparu sans laisser de traces. Le bâtiment est en travaux depuis bientôt trois ans, mais il semble vide et laissé à l'abandon. Le protagoniste, un adolescent, est défié par ses amis de passer la nuit dans l'enceinte du musée, qui serait hanté. Il parvient à entrer au sein de la structure et découvre petit à petit l'ambiance étrange et sordide. Il est alors attaqué par un esprit avide de son énergie vitale. Il s'agit d'un « Ixupi », une esprit lié à une ancienne civilisation sud-américaine, qui tourmente le musée à la recherche d'une victime afin de se procurer plus d'énergie vitale. Ainsi, le protagoniste est amené à enfermer dix de ces monstres dans leurs anciens réceptacles, des pots de terre cuite dispersés dans le musée.

## Système de jeu
Shivers est un jeu de type point and click, vous vous déplacerez donc uniquement avec votre souris. Ce jeu se joue à la première personne (vous êtes dans la peau du personnage) et vous vous déplacerez de manière progressive image par image, un système qui pourrait vous rappeler une succession de diapositives.

## Accueil
- Adventure Gamers : 3,5/5[4]
- GameSpot : 6,6/10[1]
- Jeuxvideo.com : 17/20[3]